# Goldsboro (North Carolina)
Goldsboro ist eine City mit 33.657 Einwohnern (Stand Census 2020) in Wayne County im Bundesstaat North Carolina in den Vereinigten Staaten von Amerika und ist zugleich Verwaltungssitz des County. Der Ort wurde 1787 gegründet und 1847 eingetragen und liegt in der Küstenebene des Staates am Neuse River. Die Stadt ist hauptsächlich wegen der seit 1942 ansässigen Militärbasis Seymour Johnson Air Force Base und der psychiatrischen Klinik Cherry Hospital bekannt. In der unmittelbaren Nähe der Gemeinde liegt der Naturpark Neuse State Park mit den bekannten Klippen des Neuse.

## Demografische Daten
Nach der Volkszählung im Jahr 2000 lebten hier 30.043 Menschen in 14.630 Haushalten und 9.465 Familien. Die Bevölkerungsdichte beträgt 608,1 Einwohner pro km². Ethnisch betrachtet setzt sich die Bevölkerung zusammen aus 52,24 % Afroamerikanern, 43,04 % weißer Bevölkerung, 2,69 % spanischer oder lateinamerikanischer Abstammung, 1,44 % Asiaten, 1,14 % aus anderen ethnischen Gruppen, 0,43 % amerikanischen Ureinwohnern. 1,64 % stammen von zwei oder mehr Ethnien ab.
Von den 14.630 Haushalten hatten 32,1 % Kinder unter 18 Jahren, die bei ihnen lebten, 41,1 % davon waren verheiratete, zusammenlebende Paare, 20,4 % waren allein erziehende Mütter und 35,3 % waren keine Familien. 30,5 % bestanden aus Singlehaushalten und in 11,9 % lebten Menschen mit 65 Jahren oder älter. Die Durchschnittshaushaltsgröße betrug 2,4 und die durchschnittliche Familiengröße war 3 Personen.
25,1 % der Bevölkerung waren unter 18 Jahre alt. 11,4 % zwischen 18 und 24 Jahre, 29,8 % zwischen 25 und 44 Jahre, 20 % zwischen 45 und 64, und 13,7 % waren 65 Jahre alt oder Älter. Das Durchschnittsalter betrug 34 Jahre. Auf 100 weibliche Personen kamen 96,9 männliche Personen. Auf 100 Frauen im Alter von 18 Jahren oder darüber kamen 93,5 Männer.
Das jährliche Durchschnittseinkommen eines Haushalts betrug $29.456 und das jährliche Durchschnittseinkommen einer Familie betrug $34.844. Männer hatten ein durchschnittliches Einkommen von $26.223 gegenüber den Frauen mit $21.850. Das Prokopfeinkommen betrug $16.614. 19,2 % der Bevölkerung und 15,4 % der Familien lebten unterhalb der Armutsgrenze. 26,7 % von ihnen sind Kinder und Jugendliche unter 18 Jahre und 17,5 % sind 65 Jahre oder älter.

## Geografie
Goldsboro liegt am Ufer des Neuse River, nach dem United States Census Bureau umfasst das Stadtgebiet eine Fläche 64,2 km².

## Geschichte
Um 1787 wurde Wayne County gegründet. Anschließend entstand die Stadt Waynesborough um das Gerichtsgebäude am Ufer des Neuse River herum.
Die Bevölkerung Waynesborough wuchs bis 1830. Später wurde der Städtename in "Goldsborough's Junction" nach Major Matthew T. Goldsborough benannt. Dieser Name wurde später in Goldsborough verkürzt. Als Verkehrspunkt spielte Goldsborough eine wichtige Rolle im Amerikanischen Bürgerkrieg. Dort war auch ein wichtiges Krankenhaus untergebracht.
Gegen Ende des Bürgerkriegs fand 38 Kilometer von Goldsboro entfernt die Schlacht bei Bentonville statt. Hier besiegte Generalmajor William Tecumseh Sherman die Truppen von Joseph E. Johnston. Anschließend eroberte Sherman Goldsborough. 1869 wurde der Stadtname in Goldsboro geändert.
Die Seymour Johnson Air Force Base wurde im April 1942 eröffnet. Dadurch wurde die Wirtschaft der Stadt angeregt.
In der Nacht vom 23. auf den 24. Januar 1961 stürzte nahe der Stadt ein B-52-Bomber der US Air Force ab. Die beiden an Bord befindlichen Wasserstoffbomben lösten sich aus dem in der Luft zerbrechenden Flugzeugrumpf und fielen zu Boden, wobei eine der Bomben mit ihrem Fallschirm in einem Baum landete und die andere beinahe detoniert wäre – nur noch eine von sechs Sicherheitsvorrichtungen war intakt. Die andere Bombe bohrte sich tief ins Erdreich, zerbarst und konnte nur teilweise geborgen werden.

## Söhne und Töchter der Stadt
- Curtis Hooks Brogden (1816–1901), Politiker und Gouverneur von North Carolina
- Kenneth Claiborne Royall (1894–1971), US-Army-General und Kriegsminister
- David Nillo (1919–2005), Tänzer, Choreograf und Arrangeur
- Buck Trail (1921–1996), Musiker
- Johnny Grant (1923–2008), Radiomoderator und Ehrenbürgermeister Hollywoods
- Anne Jeffreys (1923–2017), Schauspielerin und Sängerin
- Ben Flowers (1927–2009), Baseballspieler
- Velton Ray Bunch (* 1948), Komponist für Film- und Fernsehmusik
- Mark O’Meara (* 1957), Golfer
- Jimmy Graham (* 1986), Footballspieler
- Jarran Reed (* 1992), Footballspieler
- Coby White (* 2000), Basketballspieler